# Nenilinium
Nenilinium es un género de arañas araneomorfas de la familia Linyphiidae. Se encuentra en Rusia asiática y Mongolia.

## Lista de especies
Según The World Spider Catalog 12.0:
- Nenilinium asiaticum Eskov, 1988
- Nenilinium luteolum (Loksa, 1965)